# Epitheelcel
Een epitheelcel of cellula epithelialis is een cel in het epitheel (dekweefsel), het weefsel dat organen en andere weefsels bedekt. De opperhuid is een vorm van epitheel, maar ook de binnenwand van inwendige organen als de luchtwegen, de maag en de darmen worden bekleed door epitheelcellen.